# The Crestfallen
The Crestfallen je EP britanskog death/doom sastava Anathema. Diskografska kuća Peaceville Records objavila ga je u studenomu 1992. godine.

## Pozadina
Pjesma „They Die” nije bila uključena u inačicu albuma na vinjilu.
Godine 1994. diskografska kuća The Futurist Label uključila je sve pjesme kao dio prvog albuma sastava Serenades. Sljedeće godine, Peaceville je objavio EP kao dvostruki CD sa Serenades. Godine 2001. ponovno je izdana zajedno s Pentecost III na jednom disku.
Orkestralne verzije pjesama „Crestfallen”, „They Die” i „Everwake” snimljene su za kompilaciju Falling Deeper iz 2011.

## Popis pjesama
Tekstovi: Darren White (osim gdje navedeno drugačije), glazba: Daniel Cavanagh.
| 1.    | »...and I Lust«       |                 | 5:48  |
| 2.    | »The Sweet Suffering« |                 | 6:42  |
| 3.    | »Everwake«            |                 | 2:42  |
| 4.    | »Crestfallen«         | Daniel Cavanagh | 10:18 |
| 5.    | »They Die«            |                 | 8:00  |
| 33:30 |                       |                 |       |

## Zasluge
| Anathema - Darren – vokal, fotografije - Vincent – ritam gitara - Daniel – solo-gitara, glasovir - Duncan – bas-gitara - John Douglas – bubnjevi Dodatni glazbenici - Ruth – vokal (na pjesmi "Everwake") | Ostalo osoblje - Mags – inženjer zvuka - Dave Pybus – dizajn, umjetnički smjer - Porl A. Medlock – fotografije - Keith Appleton – miks - Hammy – produkcija |